# Крсна кост
Крсна кост (лат. sacrum), код кичмењака, је непарна кост троугластог облика која се налази између две илиалне кости и која формира коштану карлицу. Код жена, крсна кост је шира него код мушкараца.

## Анатомија
Крсна кост је подељена на 5 пршљенова који се спајају током детињства. Лигаментима који учествују у спајају пршљена, стварају осам рупа који се називају сакрални форамени.

## Вертебрални канал
Вертебрални канал је трокутаста призма која се сужава према доле и која прати антеро-инфериорну закривљеност крсне кости.